# Diocese de Ilhéus

Províncias Eclesiásticas da regional CNBB Nordeste III.

A Diocese de Ilhéus (Dioecesis Ilheosensis) é uma circunscrição eclesiástica da Igreja Católica do Estado Brasileiro da Bahia sediada no município de Ilhéus criada pela bula Majus Animarum Bonum do Papa Pio X em 20 de outubro de 1913. Foi desmembrada da Arquidiocese de São Salvador da Bahia na primeira divisão eclesiástica do território baiano.

## Criação

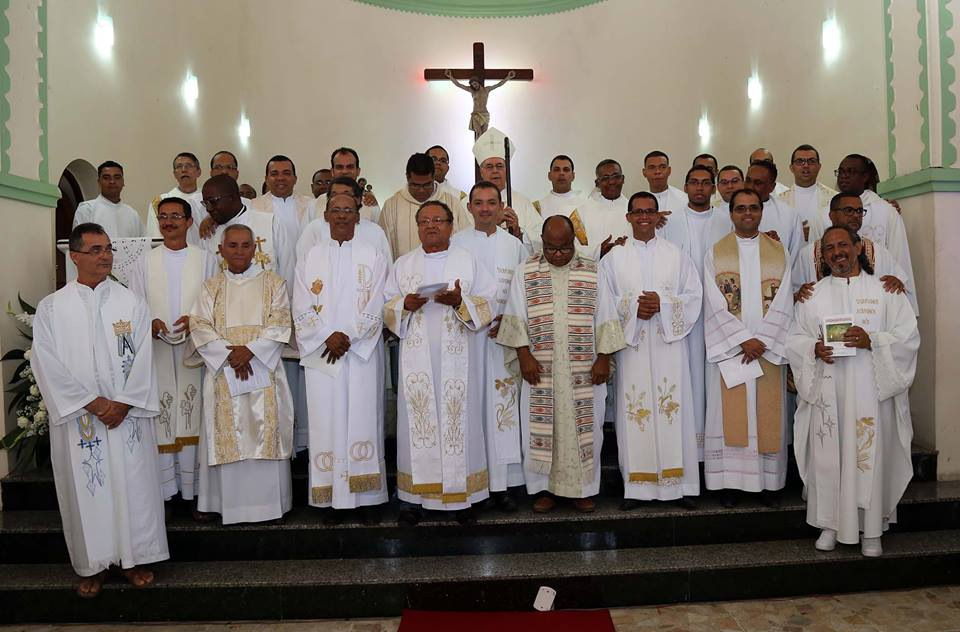
Clero Diocesano, presente na Ordenação Diaconal de Clayton e Tiago em Ipiaú, Bahia.

Em janeiro de 1913 o arcebispo de Salvador comunicou oficialmente a notícia da criação da diocese de Ilhéus, conforme registro feito por Silva Campos:
| “ | Tendo sido elevado à categoria de freguesia o curato de São José de Itabuna, e achando-se concluída a respectiva igreja matriz, quiseram os paroquianos que a solenidade da benção do novo templo e da leitura da portaria arquiepiscopal da dita elevação fossem presididas pelo próprio prelado diocesano, D. Jerônimo Tomé da Silva que, acedendo ao convite, ali se achou na manhã de 23 ficando edificada a população com as cerimônias inéditas que testemunhou. De volta para a capital, encontrava-se o arcebispo a 28 em Ilhéus, e aí, nessa data, nomeou uma comissão para angariar óbolos destinados à formação do patrimônio do bispado de Ilhéus, cuja criação pleiteava, composta do cônego vigário José Evaristo de Gois Bittencourt, coronéis Antônio Pessoa, Misael Tavares, Ramiro Ildefonso de Araújo Castro e Domingos Adami de Sá, e doutores João Mangabeira e José Júlio de Brito. | ” |

Em 20 de outubro de 1913, o Papa Pio X, mediante a bula "Majus animarum bonum" (Para o maior bem das almas) criou as Dioceses de Barra, Caetité e Ilhéus, desmembradas da Arquidiocese de São Salvador da Bahia.
Compreendia 28 paróquias, algumas pertencentes às antigas capitanias de Ilhéus e Porto Seguro. Na época contava com 14 sacerdotes, além de 2 ou 3 frades no convento de Cairú, para atender toda a região do sul da Bahia.
Hoje fazem parte da Diocese de Ilhéus as paróquias: São Jorge dos Ilhéus (1556); Nossa Senhora da Assunção de Camamu (1570); São Miguel da Barra do Rio de Contas (1718), hoje Itacaré; São Sebastião de Marau (1718); Nossa Senhora da Escada de Olivença (1758); Santo André (1758), hoje Ituberá; Nossa Senhora das Dores de Igrapiúna (1801). A paróquia de Barcelos foi suprimida e é uma comunidade da paróquia de Camamu.

## Foranias

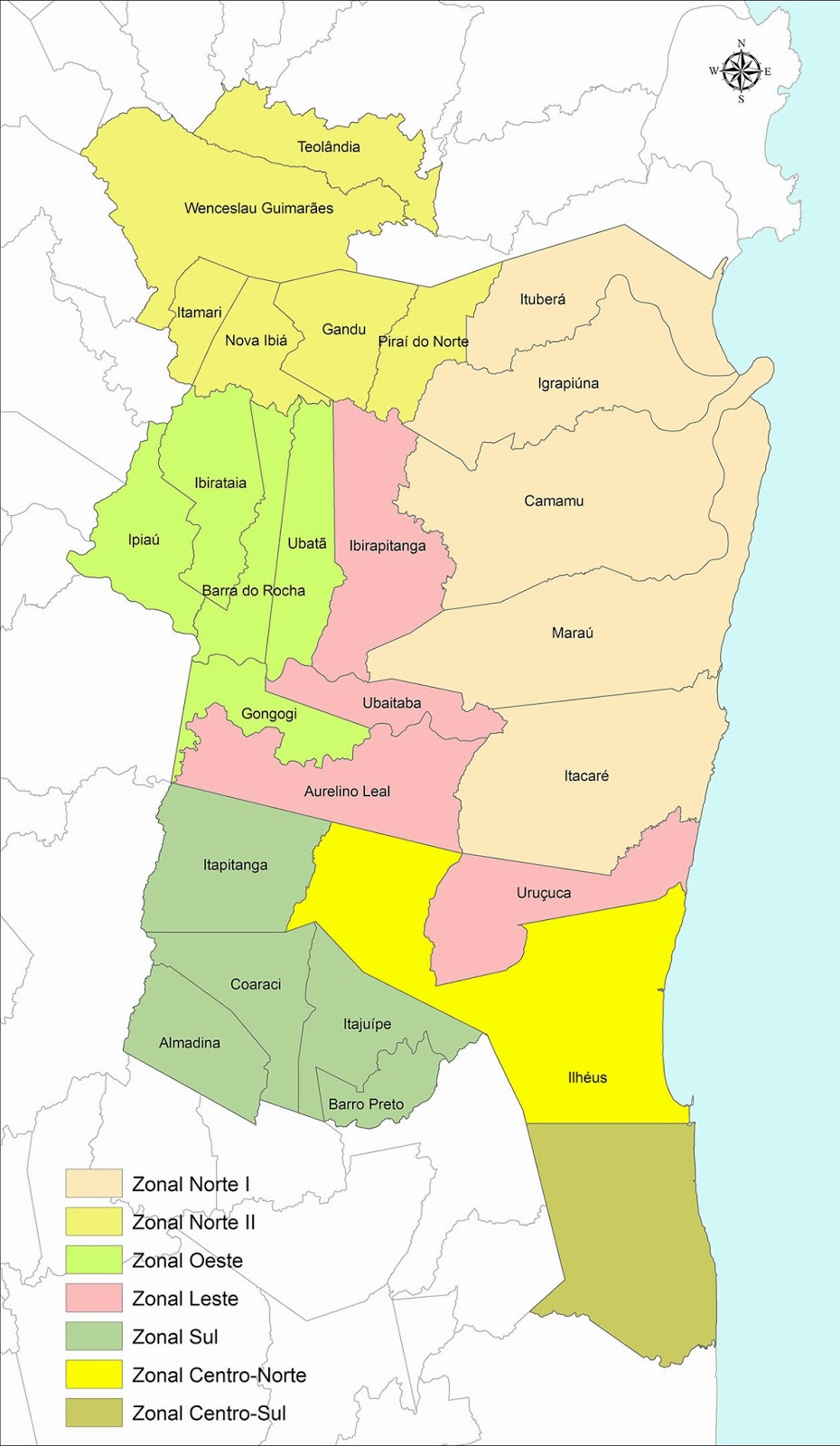
Mapa das Foranias da Diocese de Ilhéus

| Paróquia                             | Bairro                            | Padre                                              |
| ------------------------------------ | --------------------------------- | -------------------------------------------------- |
| Nossa Senhora Aparecida              | Malhado                           | Pe. Márcio Luciano Martins                         |
| Nossa Senhora da Conceição           | Banco da Vitória                  | Padres Palotinos                                   |
| Nossa Senhora da Escada              | Olivença                          | Pe. Aldo José Cardim                               |
| Nossa Senhora de Guadalupe           | Alto da Boa Vista                 | Pe. Nilton Conceição                               |
| Nossa Senhora das Vitórias           | Bairro Nossa Senhora das Vitórias | Pe. Joselito Pereira                               |
| Sagrado Coração de Jesus             | Iguape                            | Pe. Pedro                                          |
| Santa Rita de Cássia                 | Conquista                         | Pe. Valdir Gonçalves                               |
| Santa Teresinha                      | Avenida Esperança                 | Pe. Tiago e Diácono Francisco                      |
| Santo Antônio                        | Barra                             | Pe. Damião Borges e Pe. Nilton Conceição           |
| São Francisco de Assis               | Nelson Costa                      | Pe. Edilson Souza e Diácono Raimundo Eduardo Costa |
| São João Batista                     | Pontal                            | Pe. Marcos A. Alcântara e Pe. Ednilson Vivas       |
| São Jorge/ Catedral de São Sebastião | Centro                            | Pe. Edson Hagge Leandro e Pe. Ivan Morais          |
| Santíssima Trindade                  | Teotônio Vilela                   | Pe. Laudelino José Neto                            |

| Município           | Paróquia                          | Padre                                                |
| ------------------- | --------------------------------- | ---------------------------------------------------- |
| Camamu              | Nossa Senhora da Assunção         | Pe. Albervan e Pe. Fabrício                          |
| Aurelino Leal       | Nossa Senhora da Conceição        | Pe. Danúbio Assis                                    |
| Ituberá             | Santo André                       | Pe. Archimedes Sebastião Neto                        |
| Barro Preto         | Nossa Senhora da Conceição        | Pe. Juarez Farias                                    |
| Ubatã               | Nossa Senhora da Conceição        | Pe. Egnaldo Oliveira e Diác. Rodrigo                 |
| Uruçuca             | Nossa Senhora da Conceição        | Pe. Irismar Moraes                                   |
| Igrapiuna           | Nossa Senhora das Dores           | Pe. Albdon Moreno                                    |
| Wenceslau Guimarães | Nossa Senhora das Graças          | Pe. Clayton Oliveira e Diácono Egídio Santiago Rosas |
| Itapitanga          | Nossa Senhora do Rosário          | Pe. Thiago Barbosa                                   |
| Coaraci             | Nossa Senhora de Lourdes          | Pe. José Benedito Felício e Diácono Erivaldo Araújo  |
| Ibirapitanga        | Nossa Senhora do Carmo            | Pe. Wellington Quaresma Lobo                         |
| Almandina           | Nossa Senhora do Perpetuo Socorro | Pe. Marcos Matos                                     |
| Itamari             | Nossa Senhora do Perpetuo Socorro | Pe. Genário Medrado                                  |
| Gongogi             | Senhora Santana                   | Pe. Ednaldo Cardoso                                  |
| Itajuípe            | Sagrado Coração de Jesus          | Pe. José Nilton Barbosa Lapa                         |
| Piraí do Norte      | Santo Antônio                     | Pe. Manoel Martins Neto                              |
| Teolândia           | Santo Antônio                     | Pe. Brasilino José Neto                              |
| Ubaitaba            | Santo Antônio                     | Pe. Amarildo dos Santos Oliveira                     |
| Gandú               | São José                          | Pe. Genivaldo Ponciano                               |
| Ibirataia           | São José                          | Pe. Romenic Oliveira                                 |
| Travessão           | São José                          | Pe. Wellington Selma Rocha                           |
| Ipiaú               | São José Operário                 | Pe. Bruno Nascimento dos Santos                      |
| Itacaré             | São Miguel                        | Pe. Ubirajara Ramos                                  |
| Ipiaú               | São Roque                         | Pe. Joelson Dias e Diácono Reinan Souza              |
| Barra do Rocha      | São Sebastião                     | Pe. Nilson Roberto                                   |
| Maraú               | São Sebastião                     | Pe. Antonio Marcos Batista                           |
| Nova Ibiá           | São José                          | Pe. Núncio Figueiredo Sampaio                        |

## Bispos
|        | Nome                                | Período    | Notas                                         |
| Bispos | Bispos                              | Bispos     | Bispos                                        |
| ------ | ----------------------------------- | ---------- | --------------------------------------------- |
| 10º    | Giovanni Crippa, I.M.C.             | 2021-atual |                                               |
| 9º     | Mauro Montagnoli, C.S.S.            | 1995-2021  |                                               |
| 8º     | Valfredo Bernardo Tepe, O.F.M.      | 1971-1995  |                                               |
| 7º     | Roberto Pinarello de Almeida        | 1970-1971  | Nomeado bispo-auxiliar de Jundiaí             |
| 6º     | Caetano Lima dos Santos, O.F.M.Cap. | 1958-1969  |                                               |
| 5º     | João Resende Costa, S.D.B.          | 1953-1957  | Nomeado Arcebispo coadjutor de Belo Horizonte |
| 4º     | Benedito Zorzi                      | 1946-1952  | Nomeado Bispo de Caxias do Sul                |
| 3º     | Felipe Benito Condurú Pacheco       | 1941-1946  | Nomeado Bispo de Parnaíba                     |
| 2º     | Eduardo José Herberhold, O.F.M.     | 1931-1939  |                                               |
| 1º     | Manoel Antônio de Paiva             | 1915-1929  | Nomeado Bispo de Garanhuns                    |